# Беланкур
Беланкур (фр. Bellancourt) насеље је и општина у североисточној Француској у региону Пикардија, у департману Сома која припада префектури Абевил.
По подацима из 2011. године у општини је живело 499 становника, а густина насељености је износила 83,44 становника/km². Општина се простире на површини од 5,98 km². Налази се на средњој надморској висини од 80 метара (максималној 95 m, а минималној 38 m).

## Демографија
| 1962. | 1968. | 1975. | 1982. | 1990. | 1999. | 2011. |
| ----- | ----- | ----- | ----- | ----- | ----- | ----- |
| 244   | 245   | 287   | 421   | 480   | 429   | 499   |

График промене броја становника у току последњих година